# ソノラ (テキサス州)
ソノラ（Sonora）は、アメリカ合衆国テキサス州の都市。サトン郡の郡庁所在地である。人口は2,955人（2020年）。

## 地理
ソノラは、北緯30度34分5秒 西経100度38分39秒 / 北緯30.56806度 西経100.64417度に位置する。アメリカ合衆国統計局によると、この都市の総面積は5.1km²で、全て陸地である。
年間降水量は560mmで、年間平均気温は18℃。1月の平均気温は7℃,7月の平均気温は27℃。
市の北には、州間高速道路10号線(I-10)が通り、この市は出口400マイル付近。

## 人口動静
2000年の国勢調査によると、2,924人、1,043世帯、808家族が住んでいた。人口密度は576.0km²。人種構成は白人74.18%,アフリカン・アメリカン0.34%,アジア0.24%,その他0.34%,混血1.54%。　53.35%はヒスパニック。
この都市の人口の31.1%は18歳未満で、7.4%が18-24歳、28.7%が25-44歳、22.2%が45-64歳、10.7%が65歳以上。　年齢の中央値は34歳。　女性100人当たり男性は98.8人。
この都市の世帯の平均収入は36,272米ドルで、家族の平均収入は38,106米ドル。男性の平均収入は31,728米ドルで、女性は17,935米ドル。一人当たり収入は16,128米ドル。13.0%の家族と16.7%の人口は貧困線未満で、18歳未満の23.9%、65歳以上の11.2%を含む。

## 見どころ
市から8kmの所に、ソノラ洞窟がある。